# 神鉄ビジネスサポート
株式会社神鉄ビジネスサポート（しんてつビジネスサポート、英:Shintetsu Business Support Co.,Ltd.）は、神戸電鉄グループの金融会社。現在は金融業と情報システムサービス業を展開している。

## 概要
神戸電気鉄道開発部（現・神戸電鉄不動産事業本部）をはじめとする神戸電鉄グループ不動産会社の住宅販売部門を分社・統合して、1986年（昭和61年）4月11日に神鉄住宅販売株式会社として設立された。出資比率は神戸電気鉄道（現・神戸電鉄）50%、神鉄エンタープライズ30%、神鉄建設工業20%で、神戸電鉄と神鉄エンタープライズの傘下企業となり、本社は神鉄ビル内におかれた。
神戸電気鉄道（現・神戸電鉄）や神鉄エンタープライズ、神鉄建設工業（旧・神鉄不動産）などが建設したニュータウン宅地・建売住宅の代理販売と、不動産仲介業務が主たる事業内容であった。
1987年（昭和62年）5月7日には不動産事業の拡充を図るため「神鉄住宅センター（鈴蘭台西町神鉄ビル）」を開設。1920年代から街づくりを進めてきた神戸電鉄グループの土地・住宅に対する多様なニーズに応えるべくオープンしたもので、住宅地・建売住宅・注文住宅の販売だけでなく、住宅増改築やリフォーム事業、設備機器販売事業にも参入。テーマは「土地と住まいのトータルサービス」であり、住宅センターの上層階（2〜4階）には兄弟会社である神鉄国立学院の学習塾が入居していた。
神戸電気鉄道（現・神戸電鉄）が建設した建売住宅の販売促進を図るため、1987年（昭和62年）春からは「住宅フェア」を開催、北鈴蘭台第3次ニュータウン（神戸電鉄・神鉄エンタープライズなどの共同開発）で同年春に住宅金融公庫付木造住宅8戸を販売したのを皮切りに毎年実施した。1989年（平成元年）4月に神戸電鉄グループの北神急行電鉄が開業したのを記念して開催した「北神急行開業記念ハウジングフェアー」では、15戸に平均倍率26倍という驚異の競争率を記録した。
2000年（平成12年）9月、住宅販売事業を神戸電鉄に移管し、社名を株式会社神鉄ビジネスサポートに改称。同年11月には神鉄ファイナンスから金融業の営業権を譲受して金融会社となった。